# سارة سونغ
سارة سونغ (بالإنجليزية: Sarah Song)‏ هي عالمة سياسة أمريكية، ولدت في 1973.